# Siberia (álbum)
Siberia es el décimo álbum de estudio de la banda británica de post-punk Echo & the Bunnymen. Recibió, en general, buenas críticas, entró en el puesto 83 en las listas británicas de venta.

## Lista de canciones
Todas las canciones compuestas por Ian McCulloch y Will Sergeant.
1. "Stormy Weather" – 4:24
2. "All Because of You Days" – 5:44
3. "Parthenon Drive" – 5:11
4. "In the Margins" – 5:06
5. "Of a Life" – 3:44
6. "Make Us Blind" – 4:00
7. "Everything Kills You" – 4:17
8. "Siberia" – 4:56
9. "Sideways Eight" – 3:16
10. "Scissors in the Sand" – 5:29
11. "What If We Are?" – 5:09